# Браунинг, Элизабет Барретт
Элизабет Барретт Браунинг (в девичестве Моултон Барретт) (англ. Elizabeth Barrett Browning, 6 марта 1806 — 29 июня 1861) — английская поэтесса Викторианской эпохи.

## Биография

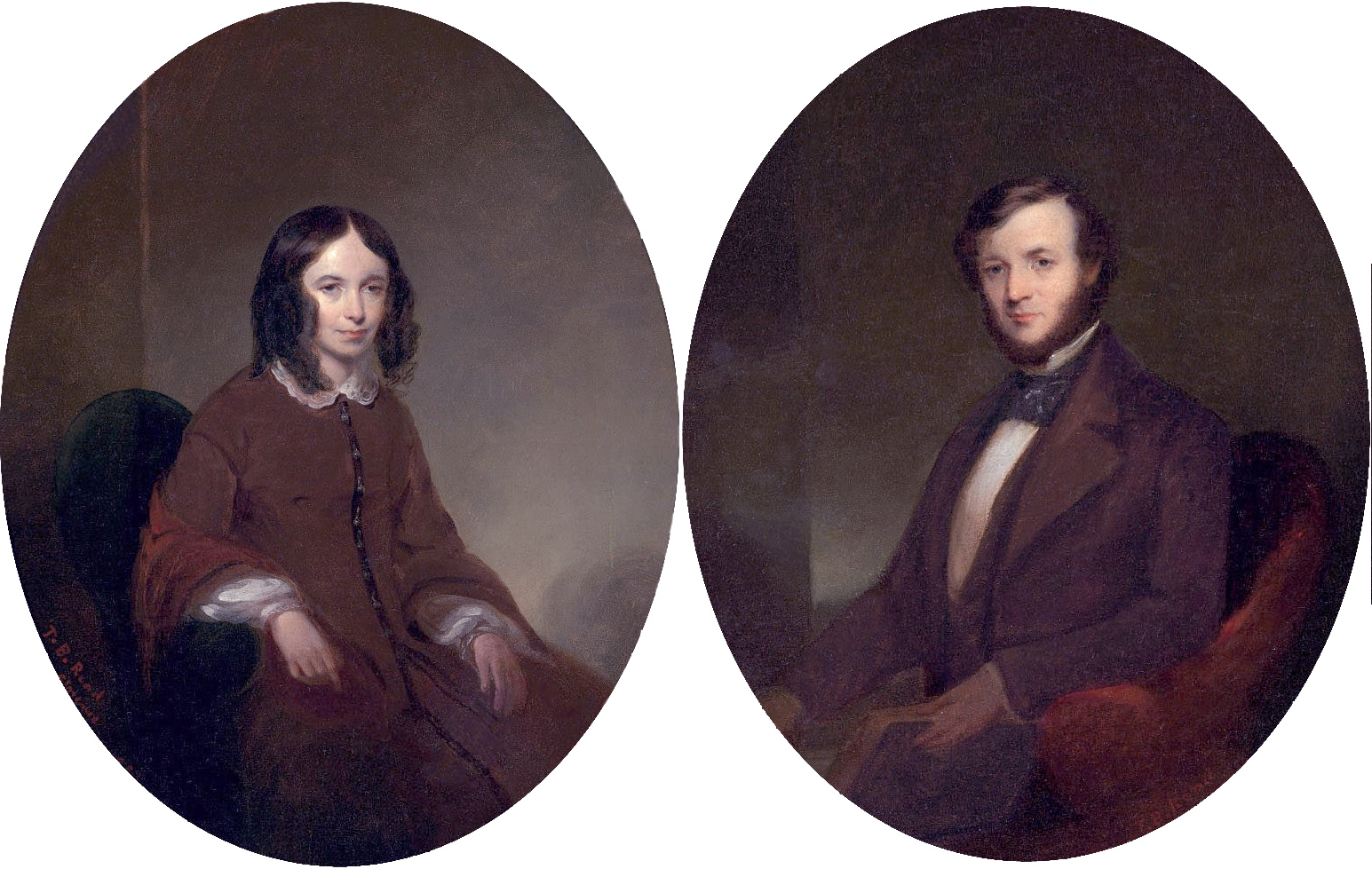
Парный портрет Элизабет Барретт Браунинг и Роберта Браунинга. 1853 год.
Работа художника Томаса Бьюкенен-Рид (1822—1872). Частное собрание

Элизабет Барретт родилась в 1806 году в семье вест-индского плантатора. Ещё в детские годы она читала философские труды, изучала древнегреческий, французский и латинский языки.
В десятилетнем возрасте Элизабет сочиняла стихи к семейным праздникам, а в 1820 году написала свою первую поэму — «Марафонская битва» (англ. The Battle of Marathon), опубликованную стараниями её отца. В 1826 году вышел сборник юной поэтессы «Опыт о разуме и другие стихи» (англ. An Essay on Mind and Other Poems), а в 1833 году она перевела трагедию Эсхила «Прикованный Прометей» (англ. Prometheus Bound).
В 1835 году семья перебралась в Лондон. В 1838 году был издан сборник «Серафим и другие стихи» (англ. The Seraphim and Other Poems), после чего её имя стало широко известно читающей публике. В том же году из-за ухудшения здоровья она уехала в город Торки (графство Девоншир), но, пережив сильный нервный срыв после гибели там её любимого брата Эдварда, в 1841 году вернулась в Лондон, где вела уединённый образ жизни. В 1843 году было опубликовано её стихотворение «Плач детей», посвящённое детскому рабству. Оно неоднократно переводилось на русский язык и послужило основой для одноимённого произведения Н. А. Некрасова.
Издание двухтомного сборника поэзии Элизабет Барретт (англ. Poems) в 1844 г. не только принесло ей широкую известность в Европе и США, но и привлекло внимание её будущего мужа. 10 января 1845 года Роберт Браунинг, восхищённый стихами Элизабет, написал ей письмо, что положило начало их любовной переписке. 12 сентября 1846 года Элизабет и Роберт тайно обвенчались и вскоре уехали в Италию. Некоторое время прожив в Пизе, супруги перебрались во Флоренцию, где в 1849 году у них появился сын.
Пик популярности Элизабет Браунинг пришёлся на 1850-е годы, когда была выпущена одна из наиболее известных её работ — «Сонеты с португальского» (англ. Sonnets from the Portuguese) — сборник любовных стихов. Роман в стихах «Аврора Ли» (англ. Aurora Leigh, 1856) остро обозначил проблему социальной несправедливости. Поэмы «Окна дома Гвиди» (англ. Casa Guidi Windows, 1851) и «Песня к конгрессу» (англ. Poems Before Congress, 1860) были написаны под впечатлением итальянской революции 1848 года.
Элизабет Браунинг умерла на руках у мужа во Флоренции летом 1861 года; похоронена там же, на Английском кладбище.

## Институт Барретт Браунинг
В 1892 году в Ледбери, графство Херефордшир, был проведен конкурс проектов на строительство Института в честь Барретта Браунинга. Брайтвен Биньон превзошел 44 других дизайна. Он был основан на деревянном рыночном доме, который находился напротив участка. Он был завершен в 1896 году. Однако Николаус Певзнер не был впечатлен его стилем. В 1938 году она стала публичной библиотекой.Он был внесен в список Grade II с 2007 года.

## Критика
Барретт Браунинг была широко популярна в Соединённом Королевстве и Соединённых Штатах при жизни. Эдгар Аллан По был вдохновлен её стихотворением «Ухаживание леди Джеральдин» и специально позаимствовал размер стихотворения для своего стихотворения «Ворон». По сделал обзор работы Барретт Браунинг в январском выпуске Broadway Journal за 1845 год, сказав, что «ее поэтическое вдохновение является высшим — мы не можем представить себе ничего более величественного. Её чувство искусства чисто само по себе». В свою очередь, она похвалила Ворона, и По посвятил ей свой сборник 1845 года «Ворон и другие стихи», назвав её «самой благородной представительницей своего пола».
Поэзия Барретт Браунинг оказала большое влияние на Эмили Дикинсон, которая восхищалась ею как женщиной, добившейся успехов. Её популярности в Соединённых Штатах и Британии способствовала её позиция против социальной несправедливости, включая рабство в Соединённых Штатах, несправедливость по отношению к итальянцам со стороны их иностранных правителей и детский труд.

## Образ в культуре
В её честь назван кратер Браунинг на Венере.
Роман Элизабет Барретт и Роберта Браунинга был представлен в драме Рудольфа Бесье «Барретты с Уимпоул-стрит», получившей сценическую известность и несколько раз экранизированной (1934, 1957). Роль Элизабет исполняли Кэтрин Корнелл, Норма Ширер, Дженнифер Джонс.
В фильме «Всё, чего желаю» (1953 г.) героиня Барбары Стэнвик читает стихотворение "How Do I Love Thee?"
Вирджиния Вулф написала шутливую биографию коккер-спаниеля Элизабет «Флаш» (1933), посредством которой рассказала о жизни супругов Браунинг.
Строки из сонета Браунинг выгравированы на серебряном портсигаре Митча в пьесе Теннесси Уильямса «Трамвай „Желание“».
Стихотворение Браунинг «Когда наши души прямые и сильные…» прозвучало в кинофильме «История любви» и сериале «Ангел или Демон».